# 原田裕見子
原田 裕見子（はらだ ゆみこ、1972年3月31日 - ）は、日本のフリーアナウンサー。

## 概要
静岡県浜松市出身。浜松市立高校、静岡県立大学卒。
静岡朝日テレビにアナウンサーとして1994年に入社、同期は伊地健治。同局を代表するワイド番組である『とびっきり!しずおか』のアシスタントに抜擢されるなど活躍。同番組では原田の大学の後輩にあたる中川早紀らとともにレギュラーを務めた。2006年に岐阜県在住の男性と結婚、翌年に同局を退職し、フリーアナウンサーとなる。
その後、名古屋タレントビューローに在籍し、東海ラジオ放送などで活動の後、2009年現在は静岡市のフリーアナウンサー協会｢舎鐘｣に在籍している。

## 人物
スキューバダイビングが特技の一つであり、潜水士の資格保持者である。
自身の容姿や性格について「顔も丸いが人柄も丸い」と標榜しており、「グルメリポートで試食シーンになると、顔がオランウータンになっちゃう」と自ら告白している。
卒業後も静岡県立大学には縁があり、2010年には学長の木苗直秀との対談に臨んでいる。

## 主な作品

### 出演
- 『とびっきり!しずおか』静岡朝日テレビ。
- 『多田しげおの気分爽快!!朝からP・O・N』CBCラジオ。 （2014年4月1日～2018年3月29日）
  - 火曜日アシスタント（2014年4月1日～2017年9月26日）
  - 木曜日アシスタント（2017年10月5日～2018年3月29日）
- 『Saturday Flavor special』　「「東海」は誰のもの？」（TOKAI RADIO、2025年5月3日）- ゲスト

### 著作
- 「原田裕見子のとびっきり! 裏ばなし」『TV LIFE』静岡版、学習研究社。

## 賞罰・栄典
- 第2回ANNアナウンサー賞「原稿のないもの部門」優秀賞受賞
  - 『とびっきり!しずおか』「裕見子のぶらり旅」により